# Distichona peruviana
Distichona peruviana är en tvåvingeart som beskrevs av Townsend 1928. Distichona peruviana ingår i släktet Distichona och familjen parasitflugor.
Artens utbredningsområde är Peru. Inga underarter finns listade i Catalogue of Life.